# Kootenai County
Kootenai County är ett administrativt område i delstaten Idaho, USA, med 138 494 invånare (2010). Den administrativa huvudorten (county seat) är Coeur d'Alene.  

## Geografi
Enligt United States Census Bureau så har countyt en total area på 3 408 km². 3 225 km² av den arean är land och 183 km² är vatten.

### Angränsande countyn
- Bonner County - nord
- Shoshone County - öst
- Benewah County - syd
- Spokane County, Washington - väst